# Amerinsa
AMERINSA es un programa internacional de ingeniería del INSA (Institut National des Sciences Appliquées). Esta formación creada en Francia en el año 2000 tiene como meta principal preparar a los estudiantes desde el inicio de su carrera facilitándoles la adquisición de una verdadera dimensión internacional, una aptitud que se ha vuelto imprescindible para ejercer el oficio de ingeniero hoy en día.
El programa trata de desarrollar la capacidad de adaptación y de innovación de los estudiantes, su autonomía y su apertura de mente, enfrentándoles a culturas científicas, técnicas y humanistas diferentes de las suyas, mediante una formación en equipos internacionales dentro de diversos campos (especialmente por medio de trabajos dirigidos, trabajos prácticos y proyectos).
AMERINSA recibe estudiantes europeos (50%) y latinoamericanos (50%) procedentes principalmente de México, Honduras, Guatemala, Brasil, Venezuela, Bolivia, Chile, Argentina, El Salvador, Uruguay o Colombia.
El programa AMERINSA proporciona a los estudiantes las bases científicas, técnicas y humanistas que les permitirán convertirse en ingenieros adaptables, innovadores y abiertos al mundo laboral, apoyándose en una enseñanza dinámica, basada también en proyectos y estancias académicas y profesionales internacionales.
La carrera de ingeniero en el INSA dura cinco años. Los dos primeros años corresponden a un tronco común internacional (ciclo básico internacional AMERINSA) que permiten luego el acceso al departamento de especialización, en el cual el estudiante completa su formación (3 años) escogiendo su especialidad de ingeniería en diferentes ciudades de Francia.

## Localizaciones del INSA
En Lyon: Bioquímica y Biotecnología, Bioinformática y Modelización, Ingeniería Civil y Urbanismo, Ingeniería Eléctrica, Ingeniería de Energía y Medioambiente, Ingeniería Mecánica Concepción, Ingeniería Mecánica Desarrollo, Ingeniería Mecánica de los Procesos de
Plasturgía, Ciencia e Ingeniería de los Materiales, Ingeniería Industrial, Informática, Telecomunicaciones, Servicios y Usos.
En Toulouse: Automatización-Electrónica-Informática, Ingeniería Bioquímica, Ingeniería Civil, Ingeniería Informática e Industrial,
Ingeniería Matemática y Modelización, Ingeniería Mecánica, Ingeniería Física, Ingeniería de los Procesos Industriales, Redes y Telecomunicaciones.
En Rennes: Electrónica e Informática Industrial, Electrónica y Sistemas de Comunicación, Ingeniería Civil y Urbanismo, Ingeniería
Mecánica y de Automatización, Informática, Materiales y Nanotecnologías.
En Ruan: Ingeniería de los Sistemas de Información, Química fina e Ingeniería, Ingeniería Matemática, Ingeniería de Energía y
Propulsión, Mecánica.
En Estrasburgo: Ingeniería Civil, Ingeniería de Ambiente y de Energía, Ingeniería Eléctrica, Ingeniería Mecánica, Mecatrónica, Ingeniería de Plástico, Topografía, Arquitectura.